# Correos de México
Correos de México, conocido anteriormente como Servicio Postal Mexicano (SEPOMEX) es el servicio postal más antiguo de México, que originalmente se inició en el año 1580 y fue reformado en las distintas épocas históricas. En el año 1986, el organismo adquirió autonomía y se modernizó, adquiriendo la denominación "Servicio Postal Mexicano". En el año 2008, el organismo fue remodelado y recuperó el nombre de "Correos de México".
La empresa, según datos del año 2021, maneja un estimado de 345 millones de piezas. La correspondencia se distribuye a través de 2659 rutas, y 7345 carteros. Estas piezas son distribuidas por 3714 motocicletas, 1631 bicicletas y 647 vehículos; cuenta con 7254 oficinas, de ellas hay 1335 conectadas. Este servicio se lleva a cabo desde el año 1580.

## Organismo autónomo
El 20 de agosto de 1986, por decreto presidencial, se crea el organismo descentralizado denominado Servicio Postal Mexicano como respuesta a la necesidad de modernizar las prácticas operativas y administrativas en busca de una mayor productividad en la prestación de los servicios de comunicación. De esta forma, el Organismo adquiere personalidad jurídica y patrimonio propio y pasa a formar parte de la administración pública paraestatal. Esto fue en respuesta a la necesidad de mejorar el servicio, que antes era considerado como uno de los peores del mundo.
Con el fin de competir con el sector privado de servicios postales como DHL, UPS, FedEx, Multipack, Estafeta y otros, el servicio postal ha creado una nueva entidad "Mexpost", más caro que el servicio postal normal, aunque proporciona entregas nacionales e internacionales de forma eficaz, similar a una empresa privada. No obstante, sigue siendo parte del Servicio Postal Mexicano.
El 8 de septiembre de 2008, después de 22 años de ser el Servicio Postal Mexicano se transformó para, de nueva cuenta, llamarse Correos de México, cambio que contempla la ampliación del personal, de la flotilla de transportes, actualización de imagen y venta de servicios como internet, telefonía, productos alimenticios no perecederos, entre otros. La nueva imagen gráfica fue creada por Carl Forssell.
El 26 de diciembre de 2013, se firmó un contrato con la empresa alemana Deutsche Post DHL, en el cual Correos de México se comprometió a ofertar los servicios de la empresa de paquetería.

## Historia

### Antecedentes prehispánicos
Los antecedentes prehispánicos se encuentran en la organización de los mexicas, que contaban con varios tipos de mensajeros: los painanis o "pies ligeros" que transmitían los mensajes y designios religiosos, los yucicatitlantis que llevaban datos urgentes a la metrópoli, los tequihuatitlantis o mensajeros de la guerra, y los tamemes que llevaban las mercancías desde cualquier punto apartado de Mesoamérica hasta Tenochtitlan (como ejemplo, portaban diariamente el pescado fresco desde Veracruz).

### Nueva España
Tras el descubrimiento y conquista, la Corona española consideró imprescindible el establecimiento de una comunicación entre el Nuevo Mundo y la península ibérica, para enviar y recibir la información entre ambas orillas del Atlántico. A tal efecto en 1514 la reina Juana La Loca y en su nombre Fernando el Católico, su padre y regente, crearon el cargo de "Correo Mayor de las Indias", a través de una Real Cédula. La correspondencia hasta ese momento había estado a cargo de la Casa de Contratación. El nuevo cargo creado se conformó a imagen y semejanza del "Correo de Sevilla" en forma de monopolio, que recayó sobre Lorenzo Galíndez de Carvajal, consejero de Castilla, con carácter perpetuo y hereditario. Ante tal responsabilidad y la imposibilidad de cumplir la función de distribuir los correos llegados de la Península en las Indias y viceversa, se acudió al sistema de arrendamientos. Los titulares de estos arrendamientos, a su vez, y mediante poderes, otorgaban el permiso a los que ejercían el oficio, tenientes o lugartenientes. Tras la muerte del primer titular, el oficio fue pasando de unos arrendadores a otros. El cargo suponía la provisión de un servicio y conllevaba determinados privilegios o mercedes, era desarrollado por un particular con la supervisión y control de la Corona.
Así como en Lima y en Sevilla el cargo de Correo Mayor sido una donación real a perpetuidad, que hubiera requerido en caso de extinguirse el vínculo una indemnización por parte de la Corona, el Correo Mayor novohispano fue delegado y luego rematado, y durante el periodo de la delegación no se entregó ningún dinero por ejercer el oficio. El primer delegado fue Diego Daza que falleció a los dos años de ejercer el cargo y que había recomendado a su colaborador Martín de Olivares. Durante el reinado de Felipe II, y mediante un decreto expedido el 31 de mayo de 1579 en el Palacio de Aranjuez, se nombró "Correo Mayor de Hostas y Postas de la Nueva España", a don Martín de Olivares, al cual da posesión de su cargo el Virrey don Martín Enríquez de Almansa, el 27 de agosto de 1580. Martín de Olivares como reemplazante ejerció el oficio durante 25 años (1579-1604) con el mismo sistema de delegación y sin cobrar dinero alguno por él. A principios del siglo XVII, cuando empezó a ser común la práctica de vender los oficios reales en los espacios indianos, cambio el sistema de delegación por uno de remate en el que un particular podía pagar por convertirse en Correo Mayor. Para ello tenía que realizar un aval o avalúo y ganar la puja de remate. Así en 1604, el Virrey Marqués de Montesclaros y el Secretario de Nueva España en el Consejo de Indias acordaron que el cargo sería vendido por 58 000 pesos. Tras un mes de pregones, a la subasta se presentaron tres candidatos, obteniendo el cargo Alonso Diez, que fue la primera persona en pagar por un cargo de Correo Mayor en las Indias. El Correo Mayor estableció un sistema de tenientes y lugartenientes entre los distintos territorios novohispanos, además el cargo implicaba ser regidor de la Ciudad de México. El cargo se estableció con carácter vitalicio y no a perpetuidad como en Perú. Desde el primer remate en 1604, el cargo de Correo Mayor de Nueva España adquirió la categoría de «vendible y renunciable». El Correo Mayor de Nueva España tenía jurisdicción sobre un amplio territorio, desde el sur de los Estados Unidos hasta Guatemala y de Acapulco a Veracruz. En todo este territorio circulaba la correspondencia dirigida desde (o hacia) Europa y Filipinas. A lo largo del siglo XVII cuando el cargo ya se vendía, fueron las familias Diez de la Barrera (1604-1693) y Ximénez de los Cobos (1693-1760) quienes ejercieron de Correo Mayor en Nueva España.
Hasta finales del siglo XVII, las quejas y reclamaciones sobre el "Correo Mayor" se limitaban a cuestiones puntuales, de retrasos, mal servicio o falta de seguridad, y durante los dos siglos en los que estuvo activo el cargo de Correo Mayor ninguno fue relevado de su responsabilidad, llegando a ejercer su oficio hasta su fallecimiento o su cesión. En 1697, sin embargo, el Correo Mayor de la Nueva España, Pedro Ximénez de los Cobos, fue acusado por defraudar a la Real Hacienda, y el denunciante era José Sarmiento de Valladares, conde de Moctezuma y Virrey de Nueva España. La denuncia llevó a un enfrentamiento entre la más alta autoridad virreinal y un miembro de la elite política nacido en la Ciudad de México. Para entonces el cargo de Correo Mayor permitía actuar como regidor con voz y voto de la ciudad donde se hubiera adquirido el título, lo que le permitió una auténtica defensa. Ximenez de los Cobos residía en la capital novohispana y ejercía su labor con una red de tenientes. Sus responsabilidades eran garantizar la circulación de los pliegos oficiales dentro del virreinato y proporcionar la logística suficiente para que el correo ultramarino transitara desde los puertos de Acapulco y Veracruz hasta la Ciudad de México y otros destinos finales. En las ciudades más importantes contaba con una serie de tenientes que desarrollaban y garantizaban estas misiones. La acusación de fraude tuvo mucho eco y el proceso supuso un extenso memorial en el Consejo de Indias, pero finalmente no se tomó ninguna medida en contra del implicado. Los testigos del virrey y las pruebas presentadas eran insuficientes y ello permitió a Ximenez de los Cobos reafirmarse en su cargo, que abandonó en 1720 tras renunciar en favor de un familiar. El proceso judicial implicó una mejor administración y organización del servicio, y en la práctica llevó a una mayor contabilidad del oficio, hábito documental que facilitó en 1764 elaborar una prospectiva completa del costo de la comunicación del virreinato lo que sería fundamental a la hora de abordar las reformas borbónicas.

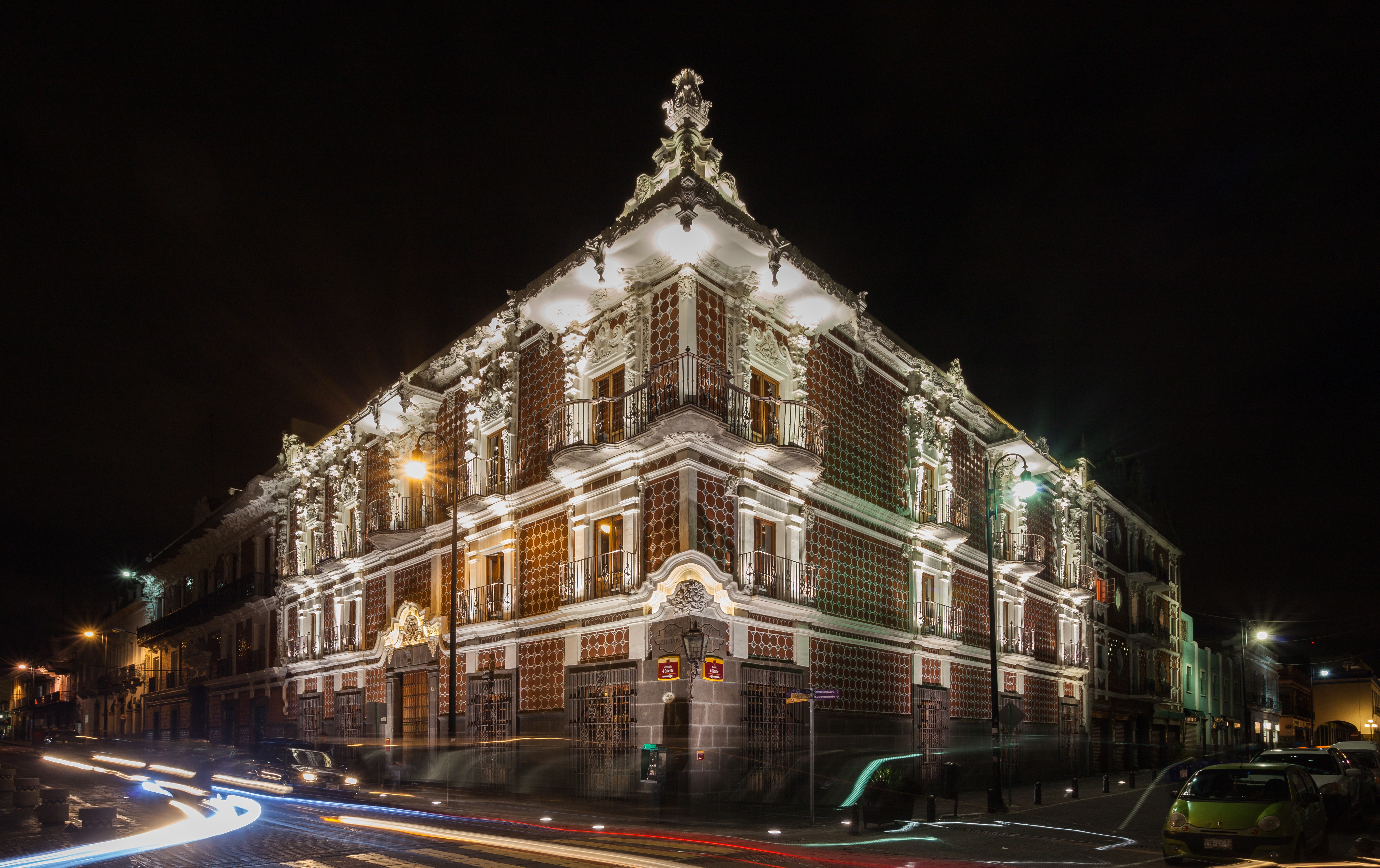
Oficina de correos de Puebla.

Con las reformas borbónicas, también los servicios de correos fueron transformados. Durante el reinado de Felipe V el Estado pretende absorber todos estos servicios, que antes estaban en manos de particulares, y centralizarlos. Sin embargo el Estado no estaba preparado para gestionar tan complejo servicio por lo que hubo de acudir de nuevo a los arrendamientos pero con unos plazos y garantías. El servicio de correos recaería en el Diego de Murga, marqués de Monte Sacro (1707-11); y Francisco de Goyeneche (1711-1716). Antes de que terminara el plazo del último adjudicatario, el correo pasó a depender administrativamente del Ministerio de Estado a través de la Secretaría de Despacho Universal de la Real Hacienda y se nombró a D. Juan Tomás de Goyeneche, juez superintendente y administrador de las Estafetas de dentro y fuera de España; también se regularon los servicios de porte y sellos de correos. Goyeneche fue sustituido por Juan de Azpiazu en 1717, y el 23 de abril de 1720 se aprueba el ‘‘Reglamento general". El 13 de junio de 1742 Fernando VI expidió el Real Decreto que comisionaba a José Tendilla y Arze, que había sido administrador de postas en Madrid, para que estableciera en Nueva España un sistema de postas y correos similares a los de España.
Por Real Cédula de 21 de diciembre de 1765 se incorporó el servicio de correos a la Corona, dependiendo de la Real Hacienda, lo que supuso la centralización y un administrador único, tanto para los territorios de España como de las Indias. Esta responsabilidad recayó sobre el marqués de Grimaldi. Para evitar todos los problemas que había acarreado el servicio entre España y las Indias, por Real Decreto del 6 de agosto de 1764 se estableció un servicio de correo mensual mediante un paquebote que saldría cada mes del puerto de La Coruña hacia La Habana y viceversa con todo el correo de las Indias y cuyo control estaría en manos de Grimaldi. Para ello también se dispusieron todos los medios y el personal necesario en ambas ciudades marítimas y cuyo coste dependería de la Real Hacienda. En cuanto a la administración en Nueva España, quedaba el virrey Marqués de Cruillas como subdelegado de estas funciones. El correo centralizado que saldría de La Coruña se dividía en nueve clases de pliegos según los destinos.  La Real y Suprema Junta de Correos, establecida por Real Decreto de 20 de diciembre de 1776, era el único tribunal competente en el área de correos, y cualquier contencioso civil o penal, de sus dependientes en cualquiera de sus territorios, eran asunto suyo.
En 1794 se promulgó la Ordenanza General de Correos, Postas y Caminos. En 1794, durante el mandato de Godoy, se publicó la Ordenanza que había desarrollado su antecesor, el Conde de Aranda. Este cuerpo legal abordaba extensamente todos los aspectos relacionados con los responsables, empleados y servicios de Correos, tanto en la península como en todos los territorios americanos. También establecía el funcionamiento de las administraciones postales, las estafetas o las Casas de Postas, recogiendo así todos los temas que se habían planteado a lo largo del siglo.
En 1812, con la promulgación de la constitución de Cádiz, la Real y Suprema Junta de Correos fue suprimida por ser incompatible con los términos constitucionales. Las cuestiones administrativas pasarían a la Dirección General de Correos y los asuntos judiciales pendientes a los juzgados de primera instancia.

### México independiente

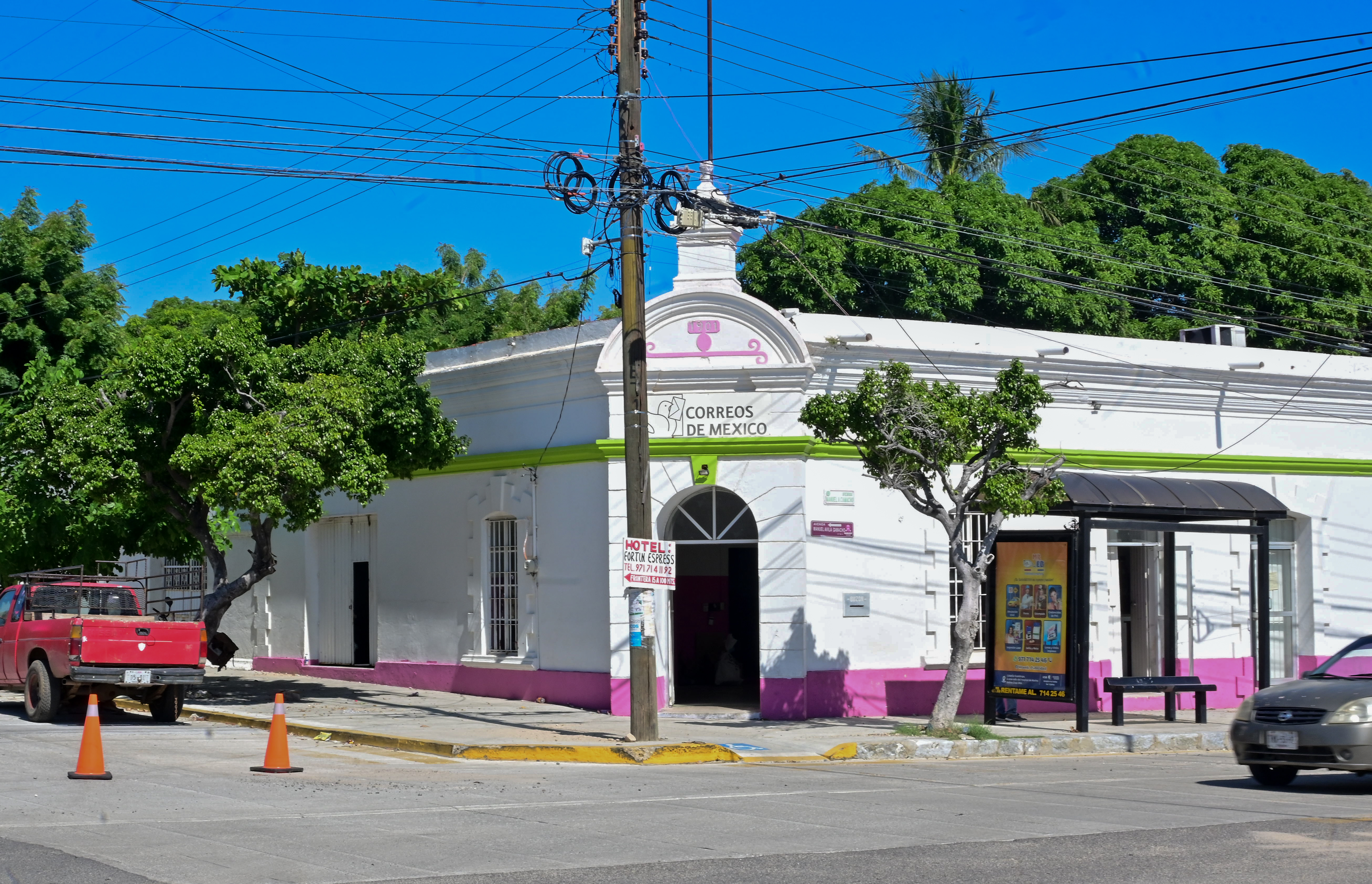
Oficina de Correos de México en Salina Cruz.

Con la Independencia, se mantuvo en vigor parte de la normativa reguladora de la Ordenanza de 1794. En cuanto a la renta de correos quedó a cargo de la Secretaría de Estado y del Despacho Universal de Relaciones Interiores y Exteriores. En 1824 esta renta y la administración se traspasó al Ministerio de Hacienda. En 1830 se aumentaron los correos y se extendieron a otros territorios, al abrirse nuevas líneas de comunicación. En 1842 el general Santa Ana reorganizó el servicio de correos y el sistema de tarifas, y este continuó en la Secretaría de Hacienda. La guerra con los Estados Unidos desbarató los servicios de correos, y no fue sino hasta el 31 de octubre de 1849 cuando se emitiera un Reglamento sobre visitadores de la renta de correos que establecía las obligaciones de estos funcionarios. Mediante Reglamento del 28 de agosto de 1852 se reorganizaron las oficinas de Correos, manteniéndose parte de la normativa de 1794. La Constitución mexicana de 1857 mantuvo a correos como un monopolio del Estado.
En 1856 México adoptó el sistema de franqueo y el uso de timbres postales. El primer timbre mexicano entró en circulación el 1 de agosto de 1856 con el retrato de Miguel Hidalgo. Las estampillas empezaron a enviarse el 29 de agosto de 1856. Las planillas de estampillas debían llevar el sello de la oficina expendedora para tener validez y evitar fraudes.
Durante el segundo Imperio se intentó poner cierto orden en el servicio de correos con una apertura del "monopolio". El Decreto de 30 de julio de 1863 permitía la circulación de correspondencia en aquellos lugares en los que no hubiera una línea de correos establecida; dicho decreto también introdujo cambios administrativos.
De nuevo con la República y desde de 1868 se desarrolla en la prensa una campaña crítica por los constantes extravíos de periódicos y correspondencia debido al mal servicio de correosː solo en el año 1875 había 423 alteraciones graves de la correspondencia. El 18 de abril de 1883 se promulga el Primer Código Postal, que entró en vigor el 1 de enero de 1884. Con ello se da por finalizado el antiguo sistema postal que estaba basado en las Ordenanzas de 1794. Así, la reglamentación de correos española tuvo una vigencia de casi un siglo y sirvió como base para el sistema de correos del México independiente.
Con la creación del Primer Código Postal mexicano también se elaboró el primer reglamento de correos de Méxicoː el Reglamento y Manual de Organización de la Administración General de Correos, emitido durante la presidencia de Manuel González en 1884. En 1899 se creó un nuevo Código Postal.
En 1901, el Correo adquiere el rango de Dirección General de Correos. El 17 de febrero de 1907 el entonces presidente de México Porfirio Díaz inauguró el Palacio Postal, también conocido como la Quinta Casa de Correos.

### Unión Postal Internacional
En 1921 Sepomex, en necesidad de una reglamentación internacional y unificada de servicio postal, el gobierno mexicano participó en la ciudad de Buenos Aires en Argentina en la formación de la Unión Panamericana de Correos. En 1931, España se unió a ese sindicato, que cambió el nombre por el de Unión Postal de las Américas y España. En 1990, Portugal fue agregado a la unión, que de nuevo cambió el nombre por el de Unión Postal de las Américas, España y Portugal.

### Correo y Telégrafos
En 1933, por orden presidencial, el servicio postal se hizo del control del servicio telegráfico en México, la creación de la oficina llamada Dirección General de Correos y Telégrafos.
En 1942, el presidente Manuel Avila Camacho ordenó la separación del servicio de correos y telégrafos en dos entidades.

## Directores generales
| Director                            | Periodo       |
| ----------------------------------- | ------------- |
| Gonzalo Alarcón Osorio              | 1988-2007     |
| Purificación Carpinteyro            | 2007-2008     |
| José Andrés Casco Flores            | 2009          |
| José Ignacio García Olvera          | 2010-2011     |
| Pablo Salvador Reyes Pruneda        | 2011-2012     |
| Yuriria Mascott Pérez               | 2012-2014     |
| Elena Tanus Meouchi                 | 2015-2018     |
| Nidia Patricia Chávez Rocha         | 2018-2019     |
| María Emilia Alejandra Janetti Díaz | 2019-2021     |
| Rocío Barcena Molina                | 2021 - 2024   |
| Violeta Abreu González              | 2024 - Actual |